# Dos de Mayo (Misiones)

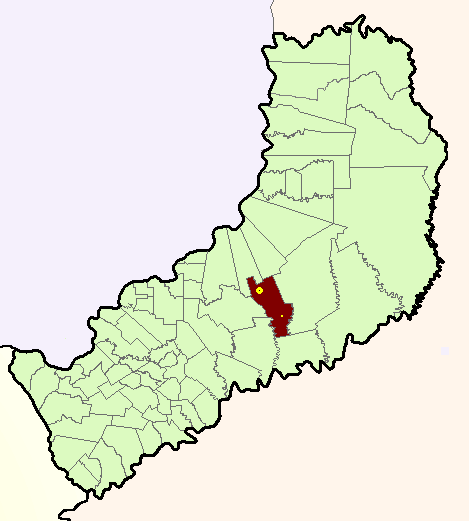
Área del municipio de Dos de Mayo en la Provincia de Misiones; el punto pequeño es la localidad de Pueblo Illia.

Dos de Mayo es una localidad argentina de la Provincia de Misiones. Se encuentra situada sobre la Ruta Nacional 14, a su vez, también tiene acceso a la Ruta Nacional 12 a través de la Ruta Provincial 11. 
El municipio está localizado en el Departamento Cainguás. Limita con el municipio de Aristóbulo del Valle del mismo departamento, y con los de Caraguatay del Departamento Montecarlo, San Vicente del Departamento Guaraní, 25 de Mayo y Colonia Aurora del Departamento 25 de Mayo. 
Además de la localidad homónima, el municipio también cuenta con el núcleo urbano denominado Pueblo Illia, y el barrio Bernardino Rivadavia.
Gona y tekku

## Toponimia
Su nombre se debe a que Pedro Núñez, quien era dueño de las tierras, decidió denominar con esta fecha al lugar en recuerdo del levantamiento del pueblo español el 2 de mayo de 1808 contra el invasor francés y la destitución del trono de José Bonaparte, quien había sido impuesto en reemplazo de Fernando VII, a quien mantenían preso.

## Historia
Hacia 1940 era dueño de estas tierras el español Pedro Núñez, las cuales estaban constituidas por selva virgen y una picada que él mismo mandó a construir para unir la Ruta Nacional N.º 12 y la Ruta Nacional N.º 14. Este camino denominado ruta Paranay (hoy ruta Provincial N.º 211, asfaltada a inicios del siglo xxi) servía para conectar esta zona con el Río Paraná y de esta manera dar salida a la producción local. Ese mismo año se instaló en el cruce de las rutas 211 y 14 el colono Alejandro Walsicow, el cual instaló un alojamiento para los viajeros y el primer almacén de ramos generales, muy cerca el aserradero a caldera, de Augusto Dombroski quien tuvo el primer vehículo Ford A del pueblo y con su esposa Eva Sidsman tuvieron once hijos —uno de ellos, Ludovico Dombroski, de quien toma el nombre la biblioteca de la localidad—. También ese año envía a mensurar estas tierras para fomentar la llegada de pioneros. Pronto llegaron la primera escuela, un puesto de Gendarmería, y en 1957 la Comisión de Fomento, preludio de la actual municipalidad.

## Escudo
En el año 2000 durante el mandato del entonces intendente  don Óscar Lorenzo  se organizó un concurso para la elección del escudo municipal que ganó el profesor Marcelo Alejandro García. Éste simboliza la industria maderera, la producción de yerba mate y té que son cultivos tradicionales de la región, las luminarias y el dique representan la Represa del "Saltito" y el corazón que se proyecta desde el centro de la provincia de Misiones marca la ubicación geográfica y representa el Festival Anual "Así canta el Corazón de Misiones" que se realiza en el lugar. 
El crecimiento se aceleró en los años 70 con la explotación masiva de los recursos forestales, aunque luego esta se vio disminuida pasando a primer plano las plantaciones de yerba mate y té.

## Turismo
El municipio cuenta con uno de los principales proyectos hidroeléctricos, el Complejo “Alejandro Orloff”, Saltito 0, I Y II que cuenta con tres lagos y balnearios en medio de la tupida selva misionera. Otro atractivo turístico es el salto Misterioso, con una caída de agua de 40 metros. En total existen más de 500 cascadas.

## Población
Dos de Mayo fue dividido por el INDEC hasta 2001 en tres núcleos con el mismo nombre pero separados entre sí por claros no edificados. El núcleo principal se encuentra a la vera de la ruta provincial 211 al norte de la ruta Nacional 14. El denominado núcleo II, km 236 o Barrio Tealera se encuentra 5 km al este del poblado sobre la Ruta 14, formado alrededor de un antiguo secadero de té; se formó a mediados de los años 1960. El Núcleo III, Barrio Bernardino Rivadavia o km 244 se halla 8 km al este también sobre la Ruta 14, en la colonia Rivadavia. En 2010 el INDEC consolidó los núcleos I y II dejando el Núcleo III con el nombre de Barrio Bernardino Rivadavia.
| Aglomerado urbano | Población (2010) | Población (2001) | Población (1991) | Crecimiento intercensal |
| ----------------- | ---------------- | ---------------- | ---------------- | ----------------------- |
| Núcleo I          | 6504             | 2963             | 2135             | + 38,8%                 |
| Núcleo II         |                  | 1069             | 911              | + 17,3%                 |
| Núcleo III        | 739              | 556              | 555              | + 0,2%                  |

## Parroquias de la Iglesia católica en Dos de Mayo
| Diócesis  | Oberá          |
| --------- | -------------- |
| Parroquia | María de Itatí |